# Gisele Bündchen

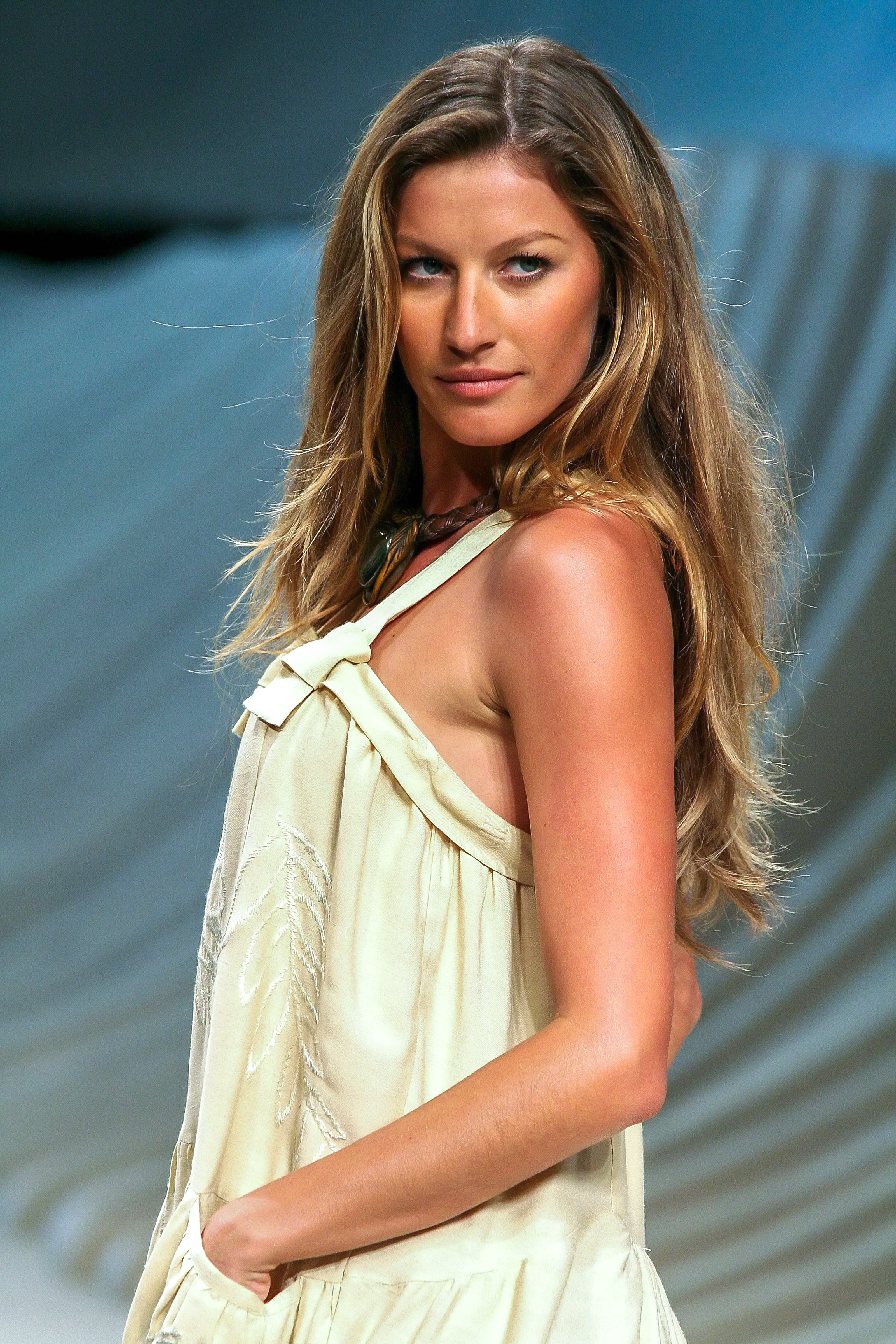
Gisele Bündchen 2007.

Gisele Caroline Bündchen (brasiliansk portugisiska: [ʒiˈzɛli ˈbĩtʃẽ], tyska: [ˈbʏntçn̩]), född 20 juli 1980 i Horizontina i Rio Grande do Sul i Brasilien, är en brasiliansk fotomodell och skådespelare av tysk härkomst. Hon var enligt tidningen Forbes 2009 världens bäst betalda modell. Hon har anlitats av företag som Dolce & Gabbana, Celine, Calvin Klein, Donna Karan och Isaac Mizrahi. Dessutom har Victoria's Secret anlitat henne till många av sina modevisningar. 
Hon filmdebuterade i filmen Taxi 2004.
Bündchen var 2009–2022 gift med Tampa Bay Buccaneers quarterback Tom Brady. Paret har två barn tillsammans.

## Biografi
Bündchen är uppväxt i Rio Grande do Sul med fem systrar i en brasilientysk familj. Hon blev upptäckt av en modellscout när hon satt och åt på McDonald's med sina vänner. 1993 deltog hon med sina två systrar Patrícia och Gabriela i en kurs för att förbättra hållningen. Kursen, som leddes av Dilson Stein, var för blivande tonårsmodeller, och Gisele var 13 år vid tillfället. 1993 tog Stein med 50 kursdeltagare till São Paulo för att ge dem en chans att bli utvärderade av riktiga agenter. Den 20 juli 1993 deltog Bündchen i en skönhetstävling och kom på femte plats. Senare, i Elite Look Of The Year Contest, kom hon på andra plats. I den nationella tävlingen på Ibiza kom Bündchen på fjärde plats. 
1996 flyttade Bündchen till New York och efter hennes debut där blev hon en del av modevärlden. Efter sin debut har hon samarbetat med designers som Valentino, Zara, Bvlgari, Tommy Hilfiger, Chloé, Celine, Versace, Yves Saint Laurent, Christian Dior, Michael Kors, Ralph Lauren, Dolce & Gabbana, Louis Vuitton och Victoria's Secret. Hon har också prytt omslagen till tidningar som Allure, Marie Claire, Vogue, Harper's Bazaar, Vanity Fair, Arena, Newsweek, Time, Forbes och Rolling Stone.

## Filmografi i urval
- 2004 – Taxi
- 2006 – Djävulen bär Prada

## Priser och utmärkelser
- Bündchen och Leonardo Di Caprio blev framröstade som ett av världens 50 vackraste par av People Magazine
- Har fått Årets Modell-priset
- Har blivit framröstad som Den Vackraste Kvinnan I Världen av tidningen Rolling Stone
- Har blivit nominerad till ett Teen Choice Award i kategorin Bästa Kvinnliga Filmdebut för Taxi
- Har blivit framröstad som en av världens 50 vackraste människor av People Magazine
- Bündchen fanns med på listan över de som har den mest perfekta kroppen i tidningen Rolling Stone